# آرمين شيمرمان
آرمين شيمرمان (بالإنجليزية: Armin Shimerman)‏ (و. 1949  م) هو ممثل مسرحي، وممثل أفلام، وممثل تلفزي، وكاتب خيال علمي، ومؤدي أصوات أمريكي.

## التعليم
تعلم في جامعة كاليفورنيا، لوس أنجلوس.

## أعمال بارزة
من أهم أعماله:
- راتشت أند كلانك.

## وصلات خارجية
- آرمين شيمرمان على موقع IMDb (الإنجليزية)
- آرمين شيمرمان على موقع روتن توميتوز (الإنجليزية)
- آرمين شيمرمان على موقع ألو سيني (الفرنسية)
- آرمين شيمرمان على موقع ميوزك برينز (الإنجليزية)
- آرمين شيمرمان على موقع تيرنر كلاسيك موفيز (الإنجليزية)
- آرمين شيمرمان على موقع أول موفي (الإنجليزية)
- آرمين شيمرمان على موقع قاعدة بيانات برودواي على الإنترنت (الإنجليزية)
- آرمين شيمرمان على موقع قاعدة بيانات الأفلام السويدية (السويدية)
- آرمين شيمرمان على موقع إن إن دي بي (الإنجليزية)
- آرمين شيمرمان على موقع ديسكوغز (الإنجليزية)